# Чемпіонат світу з трекових велоперегонів 2005
Чемпіонат світу з трекових велоперегонів 2005 проходив з 24 по 27 березня 2005 року в передмісті Лос-Анджелеса — Карсоні на велодромі ADT Event Center. Всього у змагання взяли участь 216 спортсменів, які розіграли 15 комплектів нагород — 9 у чоловіків та 6 у жінок.

## Медалісти

### Чоловіки
| Дисципліна                         | Золото                                                                     | Срібло                                                               | Бронза                                                                       |
| Спринт                             | Рене Вольфф                                                                | Мікаель Бурґен                                                       | Джобі Дайка                                                                  |
| Гіт (1 км)                         | Тео Бос (1:01.165)                                                         | Джейсон Квіллі (1:01.230)                                            | Кріс Гой (1:02.262)                                                          |
| Індивідуальна гонка переслідування | Роберт Бартко (4:27.732)                                                   | Серхі Ескобар (4:29.930)                                             | Леві Хейманс (4:30.707)                                                      |
| Командна гонка переслідування      | Велика Британія Стів Каммінгс Кріс Ньютон Пол Меннінг Роб Гейлс (4:05.619) | Нідерланди Леві Хейманс Єнс Муріс Петер Шеп Нікі Терпстра (4:09.971) | Австралія Ешлі Хатчінсон Метью Ґосс Марк Джемісон Стівен Вулбрідж (4:07.717) |
| Командний спринт                   | Велика Британія Кріс Гой Джейсон Квіллі Джеймі Стафф (44.379)              | Нідерланди Тео Бос Тен Мюлдер Тім Вельдт (44.713)                    | Німеччина Маттіас Йон Штефан Німке Рене Вольфф (44.790)                      |
| Кейрін                             | Тен Мюлдер                                                                 | Баррі Форде                                                          | Шейн Келлі                                                                   |
| Скретч                             | Алекс Расмуссен                                                            | Ґреґ Хендерсон                                                       | Метью Ґілмор                                                                 |
| Гонка за очками                    | Володимир Рибін (38)                                                       | Іоанніс Тамурідіс (36)                                               | Хоан Лланерас (34)                                                           |
| Медісон                            | Велика Британія Марк Кавендіш Роб Гейлс (0)                                | Нідерланди Роберт Сліппенс Денні Стем (22) -1 коло                   | Бельгія Метью Ґілмор Ільйо Кайсе (20) -1 коло                                |

### Жінки
| Дисципліна                         | Золото                     | Срібло                  | Бронза                  |
| Спринт                             | Вікторія Пендлтон          | Тамілла Абасова         | Анна Мірс               |
| Гіт (500 м)                        | Наталія Цилінська (34.738) | Анна Мірс (34.752)      | Івонн Хейґенар (34.928) |
| Індивідуальна гонка переслідування | Кеті Мактір (3:38.720)     | Кетрін Бейтс (3:42.848) | Карін Тюріґ (3:45.450)  |
| Кейрін                             | Клара Санчес               | Еліза Фрізоні           | Івонн Хейґенар          |
| Скретч                             | Ольга Слюсарєва            | Кетрін Бейтс            | Людмила Випирайло       |
| Гонка за очками                    | Вера Каррара (31)          | Ольга Слюсарєва (29)    | Кетрін Бейтс (21)       |

## Загальний медальний залік
| Місце  | Країна          | Золото | Срібло | Бронза | Загалом |
| ------ | --------------- | ------ | ------ | ------ | ------- |
| 1      | Велика Британія | 4      | 1      | 1      | 6       |
| 2      | Нідерланди      | 2      | 3      | 3      | 8       |
| 3      | Німеччина       | 2      |        | 1      | 3       |
| 4      | Австралія       | 1      | 3      | 5      | 9       |
| 5      | Росія           | 1      | 2      |        | 3       |
| 6      | Франція         | 1      | 1      |        | 2       |
| 6      | Італія          | 1      | 1      |        | 2       |
| 8      | Україна         | 1      |        | 1      | 2       |
| 9      | Білорусь        | 1      |        |        | 1       |
| 9      | Данія           | 1      |        |        | 1       |
| 11     | Іспанія         |        | 1      | 1      | 2       |
| 12     | Барбадос        |        | 1      |        | 1       |
| 12     | Греція          |        | 1      |        | 1       |
| 12     | Нова Зеландія   |        | 1      |        | 1       |
| 15     | Бельгія         |        |        | 2      | 2       |
| 16     | Швейцарія       |        |        | 1      | 1       |
| Всього | Всього          | 15     | 15     | 15     | 45      |